# Албрехт II фон Хоенберг-Ротенбург
Албрехт II фон Хоенберг-Ротенбург (на немски: Albrecht II (Albert II) von Hohenberg-Rotenburg; * ок. 1235; † 17 април 1298 убит пред замък Лайнщетен, в Дорнхан) е от 1253 до 1298 г. граф на Хоенберг и Хайгерлох и фогт на Долна Швабия. Той е от линията Цолерн-Хоенберг, която е отцепена през 12 век от швабската фамилия Хоенцолерн. Под името „граф Албрехт фон Хайгерлох“ съществуват две строфи на песен в Codex Manesse.

## Биография
Той е син на граф Буркхард V фон Хоенберг (III) († 1253) от Швабия (род Хоенцолерн) и съпругата му наследствената графиня Мехтхилд фон Тюбинген, дъщеря на пфалцграф Рудолф II фон Тюбинген († 1247). По баща е внук на граф Буркхард IV фон Цолерн-Хоенберг († 1253). По-малък брат е на Гертруда фон Хоенберг (1225 – 1281), омъжена 1245 г. за граф и император Рудолф I Хабсбургски.
След смъртта на баща му през 1253 г. Албрехт II наследява неговата територия около замъците Хоенберг, Хайгерлох и Ротенбург, а брат му Буркхард VI († 1318) получава земите на майка му около замъците Наголд и Вилдберг и основава там странична линия на Хоенбергите.
През 1280 г. Албрехт II основава близо до замъка град Ротенбург (днес Ротенбург ам Некар). Той е съветник на своя зет крал Рудолф I и го придружава в походи. През 1290 г. Албрехт е в двора на крал Вацлав II от Бохемия. След смъртта на Рудолф I той помага на неговия син Албрехт I Австрийски в борбата с избрания вместо него за крал Адолф от Насау. При опит да спре херцог Ото III от Долна Бавария, който иска да събере войската си с тази на Адолф, Албрехт II пада убит през 1298 г. в битката на Кройц-поляните близо до неговия замък Бург Лайнщетен (в град Дорнхан).
Албрехт II е известен и като минезингер.

## Фамилия
Албрехт II фон Хоенберг-Ротенбург се жени три пъти.
Първи брак: с жена с неизвестно име. С нея има децата:
- Агнес, ∞ 1281 Албрехт († 1292), граф фон Гьорц и Тирол, син на херцог Майнхард II от Каринтия
- Албрехт III († 1304), граф на Хоенберг, ∞ 1284 N.N.

Втори брак: през 1282 г. за графиня Маргарета фон Фюрстенберг († 1296), дъщеря на граф Хайнрих I фон Фюрстенберг († 1284) и Агнес фон Труендинген († 1294). Те имат децата:
- Маргарета († 1295), ∞ (годеж 1288) Хайнрих IV фон Бургау (III) († 1301), маркграф на Бургау
- Мехтхилд, ∞ 1291 Улрих († 1315), граф на Вюртемберг
- Рудолф I († 1336), граф на Хоенберг, женен за

1. графиня Агнес фон Верденберг († юни 1317)
2. април 1318 г. графиня Ирмгард фон Вюртемберг (* сл. 1300; † 16/17 юни 1329)
3. на 20 юни 1331 г. в Ротенбург ам Некар за графиня Елизабет фон Спонхайм-Кройцнах (* ок. 1310; † 1349)

Трети брак: с графиня Урсула фон Йотинген († 1308), дъщеря на граф Лудвиг III фон Йотинген († 1279). Имат две деца:
- Албрехт, монах в Бондорф 1317
- Аделхайд († 1333), ∞ ок. 1317 граф Конрад I фон Шаунберг († 1353), син на Хайнрих IV фон Шаунберг